# Weatherbya accedens
Weatherbya accedens là một loài thực vật có mạch trong họ Polypodiaceae. Loài này được (Blume) Copel. miêu tả khoa học đầu tiên năm 1947.